# 伊豆ヶ岳
伊豆ヶ岳（いずがたけ）は、埼玉県飯能市にある山である。標高は850.9m。

## 概要
名前の由来は、快晴の日に山頂に登ると伊豆まで見えるからという説や、柚の大木が生えていたからという「柚ヶ岳説」、山麓で温泉が湧き出ていたからという「湯津ヶ岳説」、さらにアイヌ語の「イズ（突峰）説」などいろいろな説がある。また、山麓の畑井（飯能市南川の小字）に伊豆大権現が祀られていることもあり、伊豆山権現に関係するとも考えられているが、積極的な裏付けはない。
山頂直下には男坂という鎖場があり伊豆ヶ岳の名所となっていたが、岩場が崩れやすく危険なため現在通行禁止となっている。
また女坂では2012年に崩落があり通行止めとなった。山頂との通行は、男坂と女坂の間に設けられた迂回路を利用する。
山頂からは西武ドーム、空気の澄んだ快晴の日には都心の高層ビル群や浅間山、男体山まで見渡すことができる。

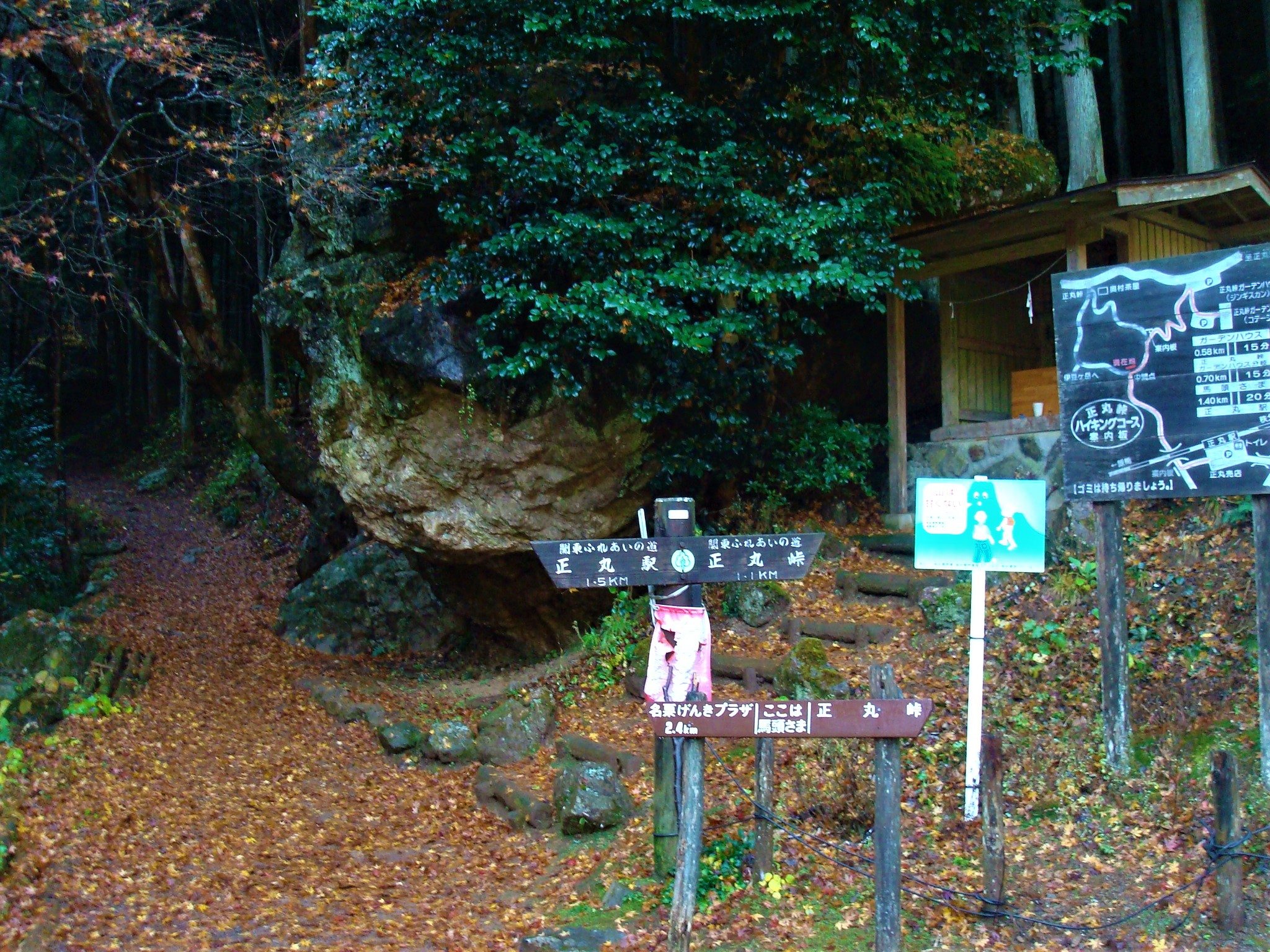
登山口（馬頭さま）
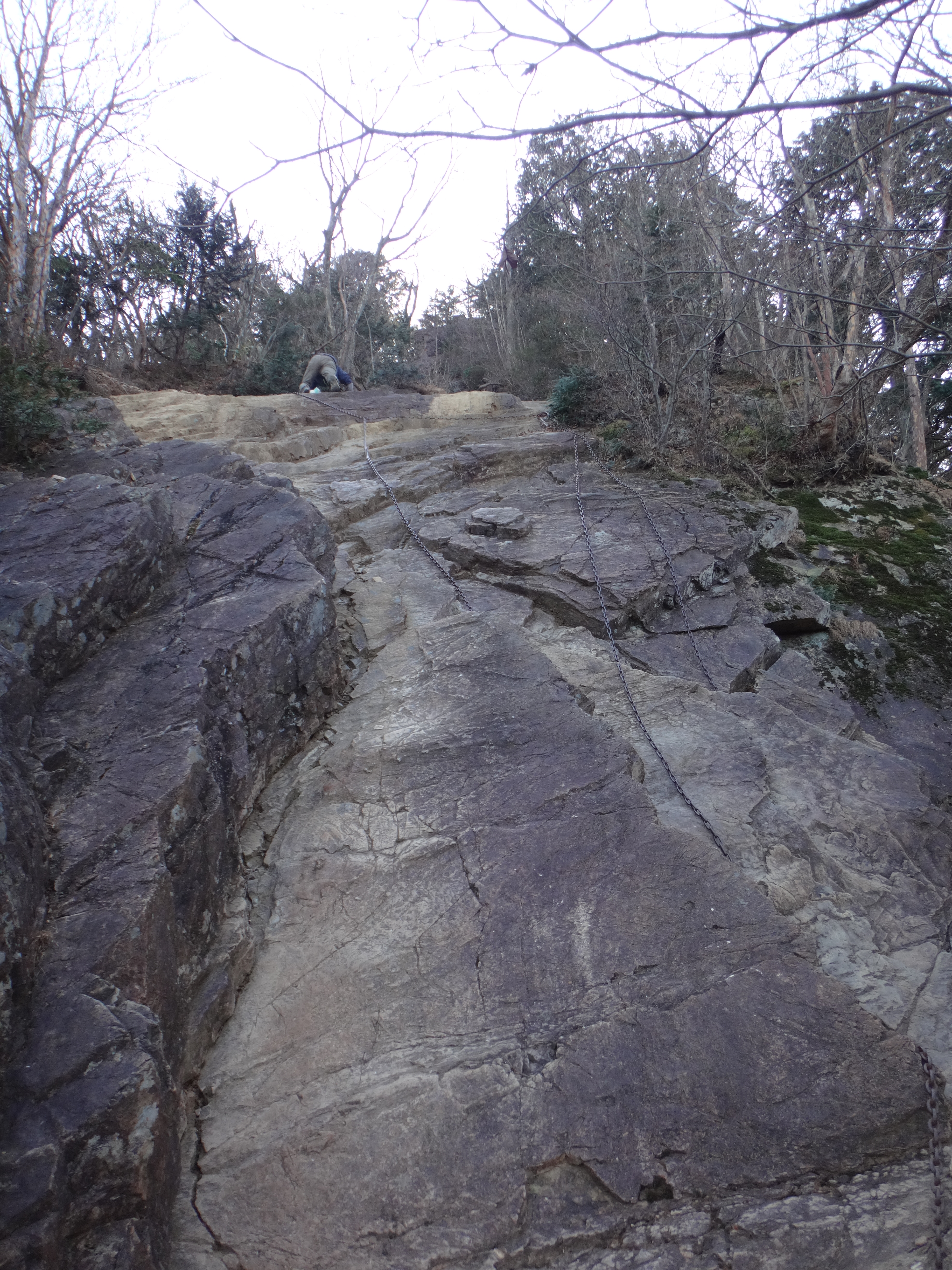
伊豆ヶ岳の男坂
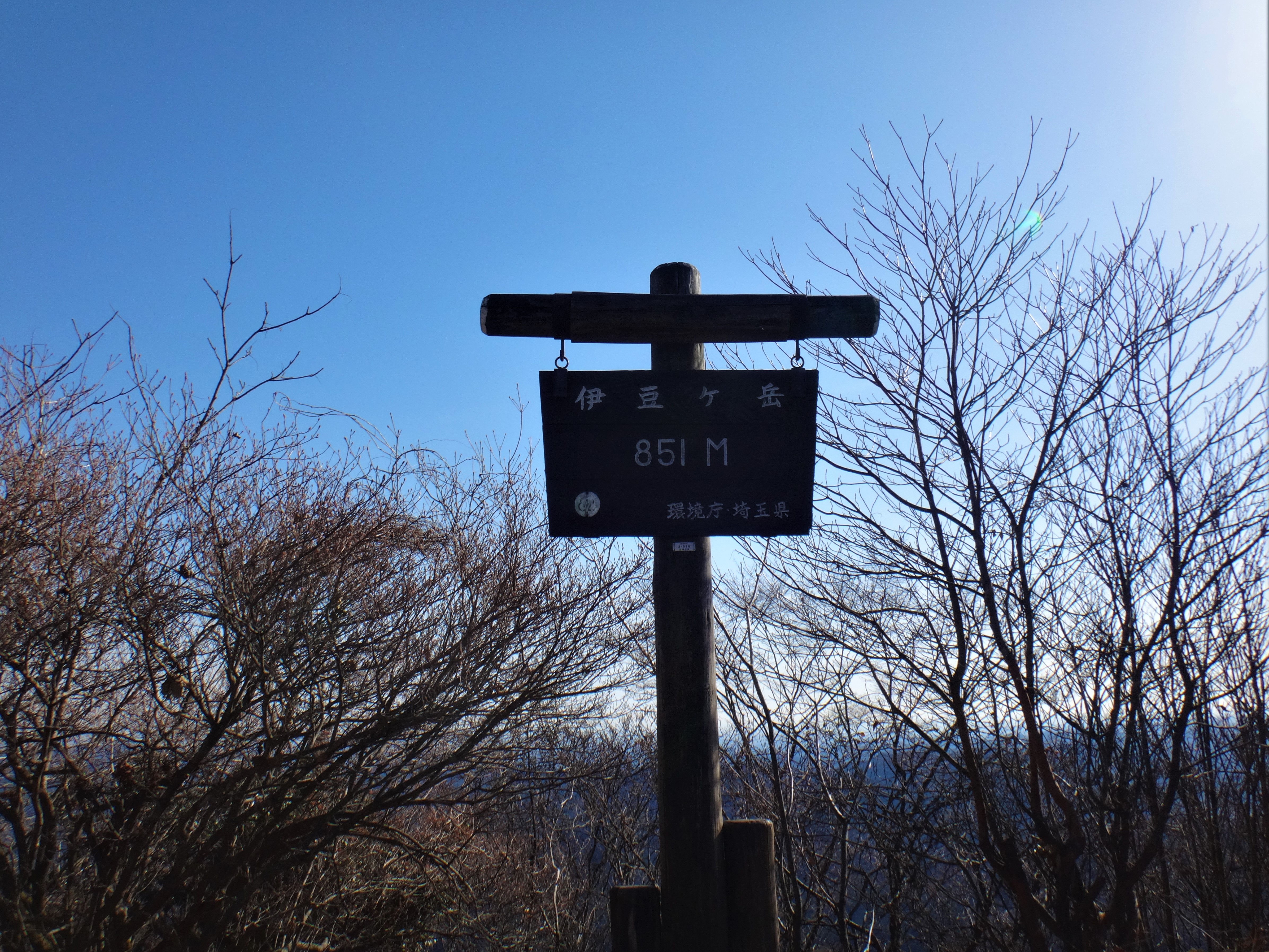
伊豆ヶ岳山頂
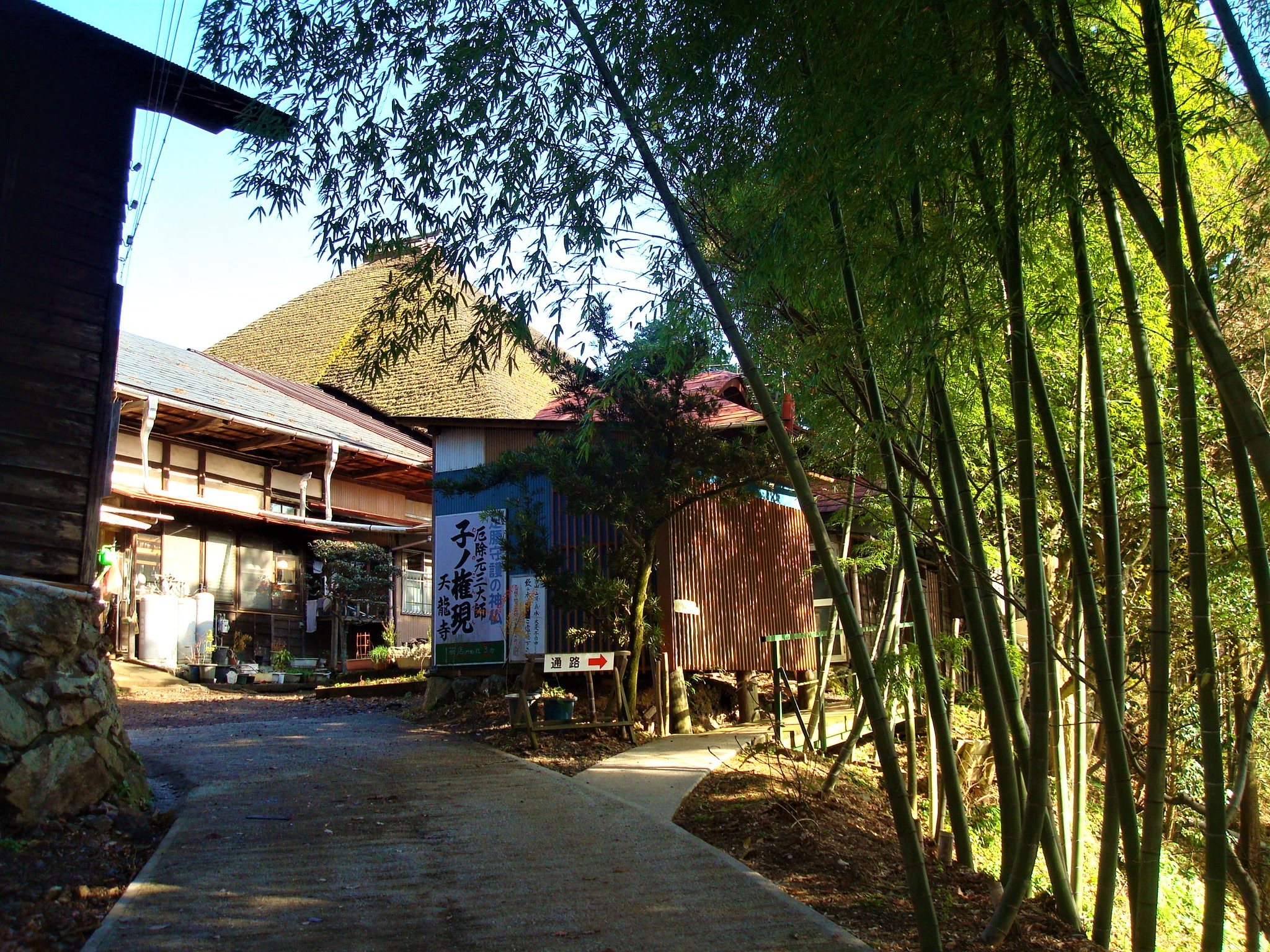
子ノ権現天龍寺

## 付近の名所
- 正丸峠
- 子ノ権現天龍寺
- 竹寺
- 浅見茶屋

## 付近の山と川
- 武川岳（1,052m）
- 高畑山（695m）
- 入間川
- 高麗川